# Boek van Leinster

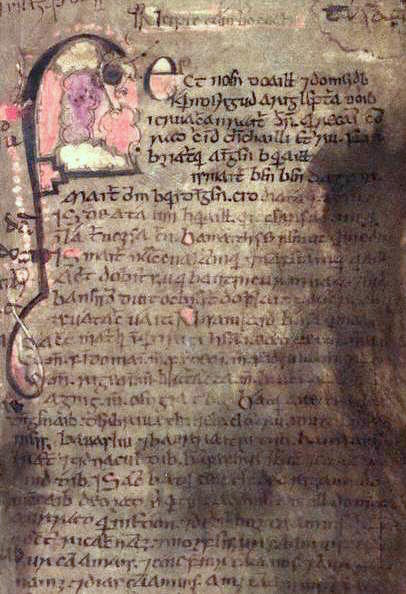

Het Boek van Leinster (Iers: Leabhar Laigneach) is een manuscript uit de 12e eeuw (ca. 1160) dat tegenwoordig wordt bewaard in het Trinity College in Dublin. Het was voorheen bekend als Lebor na Nuachongbála. Het manuscript is waarschijnlijk onvolledig en bevat 187 pagina's. Het is een van de belangrijkste bronnen van genealogieën en Ierse mythologische teksten, zoals Lebor Gabála Érenn, Táin Bó Cúailnge en Mesca Ulad.
Annalen van Ulster · Boek van Leinster · Boek van Armagh · Cathach van Sint-Columba · Book of Durrow · Lebor na hUidre · Book of Kells · Grote Boek van Lecan · Gele Boek van Lecan